# Superactinide
La famille des superactinides contiendrait les éléments chimiques hypothétiques de numéro atomique 121 à 153. L'existence de cette famille avait été conjecturée par Glenn Seaborg, lauréat du Prix Nobel de chimie 1951. Elle n'est pas reconnue par l'UICPA, dont le tableau périodique de référence s'arrête à l'élément 118.

## Propriétés chimiques
Ces éléments, qui n'ont jamais été observés et dont l'existence demeure conjecturale, seraient caractérisés par le remplissage simultané des couches électroniques 7d3/2, 8p1/2, 6f5/2 et 5g7/2, ce qui rend leurs propriétés chimiques très difficiles à modéliser ; des calculs complets n'ont ainsi été menés que pour les deux premiers d'entre eux, les éléments 121 et 122. L'élément 121 serait ainsi semblable au lanthane et à l'actinium : son état d'oxydation principal devrait être +3, bien que la proximité des sous-couches électroniques laisse entrevoir la possibilité d'états d'oxydation plus élevés, comme pour les éléments 119 et 120. Son énergie de première ionisation est calculée à 429,4 kJ·mol-1, ce qui serait inférieur à celle de tous les autres éléments connus hormis certains métaux alcalins (mais pas l'élément 119, de 463,1 kJ·mol-1). L'élément 122 serait de la même façon semblable au cérium et au thorium, avec un état d'oxydation principal +4. À la différence du thorium, dont la configuration électronique à l'état fondamental est 6d27s2, celle de l'élément 122 est 7d18s28p1, de sorte que son énergie de première ionisation serait inférieure à celle du thorium (5,6 eV contre 6,54 eV) en raison de la plus grande labilité de l'électron en 8p1/2 de l'élément 122.
L'énergie de liaison des électrons de valence est si faible dans les premiers superactinides qu'ils pourraient facilement tous les perdre. L'élément 126 pourrait ainsi facilement atteindre l'état d'oxydation +8, et des états d'oxydation encore plus élevés pour les éléments suivants seraient également envisageables. On a calculé que l'élément 126 pourrait présenter un grand nombre d'autres états d'oxydation : du fluorure d'unbihexium UbhF pourrait ainsi être un composé chimique stable en établissant une orbitale moléculaire entre l'orbitale atomique 5g de l'élément 122 et l'orbitale atomique 2p du fluor.

## Stabilité des noyaux superlourds

### Nombres magiques et îlot de stabilité
Le modèle en couches décrivant la structure nucléaire implique l'existence de « nombres magiques » par type de nucléons en raison d'une stratification des neutrons et des protons en niveaux d'énergie quantiques dans le noyau, à l'instar de ce qui se passe pour les électrons au niveau de l'atome. Dans ce modèle, les nombres magiques correspondent à la saturation d'une couche nucléaire par un type de nucléons, d'où une stabilité accrue de l'ensemble du noyau ; ces nombres sont :
2, 8, 20, 28, 50, 82, 126, 184.
Ce modèle en couches permet notamment de rendre compte des écarts d'énergie de liaison nucléaire constatés dans les atomes par rapport aux résultats de la formule de Weizsäcker fondés sur le modèle de la goutte liquide du noyau atomique, ou encore d'expliquer pourquoi le technétium 43Tc ne possède aucun isotope stable. Les noyaux « doublement magiques », constitués d'un nombre magique de protons et d'un nombre magique de neutrons, sont particulièrement stables. De ce point de vue, un « îlot de stabilité » pourrait exister autour de l'unbihexium 310, doublement magique avec 126 protons et 184 neutrons.
C'est ainsi que les premiers termes de la famille des superactinides, et notamment la première moitié des éléments du bloc g (jusqu'à Z ≈ 130), pourraient avoir des isotopes sensiblement plus stables que les autres nucléides superlourds, avec des périodes radioactives atteignant quelques secondes ; d'après la théorie de champ moyen relativiste, la stabilité particulière de ces nucléides serait due à un effet quantique de couplage des mésons ω, l'un des neuf mésons dits « sans saveur ».
Les contours exacts de cet îlot de stabilité ne sont toutefois pas clairement établis, car les nombres magiques des noyaux superlourds semblent plus difficiles à préciser que pour les noyaux légers, de sorte que, selon les modèles, le nombre magique suivant serait à rechercher pour Z compris entre 114 et 126.

### Limites physiques à la taille des noyaux
Il n'est toutefois pas certain que l'existence d'atomes aussi lourds soit physiquement possible, la répulsion électrostatique d'un nombre trop important de protons dans un même noyau pouvant induire une fission spontanée ou la fuite des protons en excès pour retomber sur des numéros atomiques inférieurs. On considère en effet que la fission spontanée est possible dès lors que Z2 / A ≥ 45, ce qui est précisément le cas de l'unbihexium-310 (puisque 1262 / 310 ≈ 51) ; si l'effet des nombres magiques prédits par la théorie en couches du noyau atomique se vérifie également pour cet isotope, il sera de toute façon rendu instable par sa conformation très elliptique.
Par ailleurs, plusieurs équations font intervenir le produit αZ, dans lequel α représente la constante de structure fine, et ne sont valides que lorsque ce produit est inférieur à 1 ; dans la mesure où α ≈ 1/137, un problème apparaît à partir de l'untriseptium :
- D'après le modèle de Bohr, non relativiste, la vitesse d'un électron de la sous-couche 1s serait supérieure à la célérité de la lumière pour Z > 137 :

{\displaystyle v=\alpha \,Z\,c\approx {\frac {Z}{137,036}}\,c}
- L'équation de Dirac devient également invalide au-delà de Z = 137 pour la même raison, en exprimant l'énergie d'un atome à l'état fondamental par :

{\displaystyle E=m_{e}c^{2}{\sqrt {1-\alpha ^{2}Z^{2}}}}
où me est la masse de l'électron au repos.
Ces équations sont approchées et ne tiennent pas compte, par exemple, de la dimension non nulle des noyaux atomiques (d'autant plus sensible que les atomes sont lourds) ni même de la théorie de la relativité (cas du modèle de Bohr), de sorte qu'elles n'impliquent pas la non-existence des noyaux à 137 protons et plus ; mais cela laisse entrevoir une limite physique au numéro atomique tel que nous le conceptualisons habituellement, avec des propriétés particulières pour les atomes superlourds (de l'ordre de Z = 150, et au-delà, pour lesquels l'énergie des électrons représenterait deux à trois fois leur masse au repos, qui est de 511 keV) s'ils devaient effectivement exister.
Si l'on tient compte des effets relativistes dans la structure du cortège électronique de tels atomes, la limite semble se situer vers Z ≈ 173 électrons plutôt que 137 tandis que le même raisonnement appliqué aux noyaux aboutit à une limite vers Z ≈ 210 protons. Du point de vue des niveaux d'énergie nucléaire, la limite se situerait également à 173 protons : un 174e proton porterait en effet l'énergie de la couche nucléaire 1s1/2 au-delà de 511 keV, ce qui induirait la désintégration β+ de ce proton par émission d'un positron et d'un neutrino électronique.
D'autres considérations plus pratiques amènent à envisager la limite physique du numéro atomique à des niveaux bien inférieurs, ne dépassant pas Z ≈ 130, juste au-delà de l'hypothétique îlot de stabilité,.

## Articles liés
- Éléments de la période 8
- Transuraniens
- Transactinides
- Îlot de stabilité
- nombre magique (physique)

|   | 1   | 2   |   |     |     |     |     |     |     |     |     |     |     |     |     |     |     | 3   | 4   | 5   | 6   | 7   | 8   | 9   | 10  | 11 | 12 | 13 | 14 | 15 | 16 | 17 | 18 |
| 1 | H   |     |   |     |     |     |     |     |     |     |     |     |     |     |     |     |     |     |     |     |     |     |     |     |     |    |    |    |    |    |    |    | He |
| 2 | Li  | Be  |   |     |     |     |     |     |     |     |     |     |     |     |     |     |     |     |     |     |     |     |     |     |     |    |    | B  | C  | N  | O  | F  | Ne |
| 3 | Na  | Mg  |   |     |     |     |     |     |     |     |     |     |     |     |     |     |     |     |     |     |     |     |     |     |     |    |    | Al | Si | P  | S  | Cl | Ar |
| 4 | K   | Ca  |   |     |     |     |     |     |     |     |     |     |     |     |     |     |     | Sc  | Ti  | V   | Cr  | Mn  | Fe  | Co  | Ni  | Cu | Zn | Ga | Ge | As | Se | Br | Kr |
| 5 | Rb  | Sr  |   |     |     |     |     |     |     |     |     |     |     |     |     |     |     | Y   | Zr  | Nb  | Mo  | Tc  | Ru  | Rh  | Pd  | Ag | Cd | In | Sn | Sb | Te | I  | Xe |
| 6 | Cs  | Ba  |   | La  | Ce  | Pr  | Nd  | Pm  | Sm  | Eu  | Gd  | Tb  | Dy  | Ho  | Er  | Tm  | Yb  | Lu  | Hf  | Ta  | W   | Re  | Os  | Ir  | Pt  | Au | Hg | Tl | Pb | Bi | Po | At | Rn |
| 7 | Fr  | Ra  |   | Ac  | Th  | Pa  | U   | Np  | Pu  | Am  | Cm  | Bk  | Cf  | Es  | Fm  | Md  | No  | Lr  | Rf  | Db  | Sg  | Bh  | Hs  | Mt  | Ds  | Rg | Cn | Nh | Fl | Mc | Lv | Ts | Og |
| 8 | 119 | 120 | * |     |     |     |     |     |     |     |     |     |     |     |     |     |     |     |     |     |     |     |     |     |     |    |    |    |    |    |    |    |    |
|   |     |     | * | 121 | 122 | 123 | 124 | 125 | 126 | 127 | 128 | 129 | 130 | 131 | 132 | 133 | 134 | 135 | 136 | 137 | 138 | 139 | 140 | 141 | 142 |    |    |    |    |    |    |    |    |

| Métaux alcalins | Métaux alcalino-terreux | Lanthanides    | Métaux de transition | Métaux pauvres | Métalloïdes | Non-métaux | Halogènes | Gaz nobles | Éléments non classés |
| Métaux alcalins | Métaux alcalino-terreux | Actinides      | Métaux de transition | Métaux pauvres | Métalloïdes | Non-métaux | Halogènes | Gaz nobles | Éléments non classés |
| Métaux alcalins | Métaux alcalino-terreux | Superactinides | Métaux de transition | Métaux pauvres | Métalloïdes | Non-métaux | Halogènes | Gaz nobles | Éléments non classés |